# Мілфорд-Мілл (Меріленд)
Мілфорд-Мілл (англ. Milford Mill) — переписна місцевість (CDP) в США, в окрузі Балтимор штату Меріленд. Населення — 30 622 особи (2020).

## Географія
Мілфорд-Мілл розташований за координатами 39°20′50″ пн. ш. 76°46′8″ зх. д. / 39.34722° пн. ш. 76.76889° зх. д. (39.347338, -76.769013).  За даними Бюро перепису населення США в 2010 році переписна місцевість мала площу 18,01 км², з яких 17,98 км² — суходіл та 0,03 км² — водойми.

## Демографія
Згідно з переписом 2010 року, у переписній місцевості мешкали 29 042 особи в 11 445 домогосподарствах у складі 7395 родин. Густота населення становила 1612 особи/км².  Було 12232 помешкання (679/км²).
Расовий склад населення:
| - 84,7 % — чорних або афроамериканців - 8,7 % — білих - 2,4 % — азіатів - 0,2 % — корінних американців - 1,6 % — осіб інших рас |

До двох чи більше рас належало 2,4 %. Частка іспаномовних становила 3,7 % від усіх жителів.
За віковим діапазоном населення розподілялося таким чином: 25,5 % — особи молодші 18 років, 64,8 % — особи у віці 18—64 років, 9,7 % — особи у віці 65 років та старші. Медіана віку мешканця становила 34,2 року. На 100 осіб жіночої статі у переписній місцевості припадало 78,8 чоловіків;  на 100 жінок у віці від 18 років та старших — 72,2 чоловіків також старших 18 років.
Середній дохід на одне домашнє господарство  становив 71 766 доларів США (медіана — 60 011), а середній дохід на одну сім'ю — 79 077 доларів (медіана — 67 933). Медіана доходів становила 47 880 доларів для чоловіків та 45 112 долари для жінок. За межею бідності перебувало 12,1 % осіб, у тому числі 12,8 % дітей у віці до 18 років та 12,4 % осіб у віці 65 років та старших.
Цивільне працевлаштоване населення становило 15 331 осіб. Основні галузі зайнятості: освіта, охорона здоров'я та соціальна допомога — 28,3 %, публічна адміністрація — 12,1 %, науковці, спеціалісти, менеджери — 10,0 %, транспорт — 8,4 %.